# Westel Woodbury Willoughby
Westel Woodbury Willoughby (* 20. Juli 1867 in Alexandria, Virginia; † 26. März 1945) war ein US-amerikanischer Politikwissenschaftler, der von 1894 bis 1933 als Professor an der Johns Hopkins University in Baltimore lehrte. In den Jahren 1912/13 amtierte er als Präsident der American Political Science Association (APSA). Er war als Berater für die Regierung der Republik China tätig.
1927 wurde Willoughby in die American Academy of Arts and Sciences gewählt.
William F. Willoughby war sein Zwillingsbruder.

## Schriften (Auswahl)
- The Sino-Japanese controversy and the League of Nations. The Johns Hopkins Press, Baltimore 1935.
- Constitutional government in China, present conditions and prospects.
- Prussian political philosophy, its principles and implications. Appleton and Company, New Vork/London 1918.
- Social justice. A critical essay. Macmillan, London/New York 1900.
- An examination of the nature of the state. A study in political philosophy. Macmillan, London/New York 1896.